# Aleksander Dubiski
Aleksander Franciszek Dubiski (ur. 15 lutego 1886 w Gniewkowie, zm. 14 grudnia 1939 w Lasku Winiarskim) – polski lekarz, działacz społeczny i polityczny.

## Życiorys
Był synem kupca Edwarda Dubiskiego i Władysławy z Jewasińskich, bratem skrzypaczki Ireny Dubiskiej. Absolwent Gimnazjum Męskiego w Inowrocławiu, maturę zdał w roku 1907. W latach gimnazjalnych był aktywnym członkiem Towarzystwa Tomasza Zana. Medycynę studiował kolejno na uniwersytetach w Berlinie i w Monachium. Tytuł doktora medycyny uzyskał w roku 1912. Podczas studiów berlinskich był prezesem studenckiej Bratniej Pomocy.
Po wybuchu I wojny światowej 23 listopada 1914 wcielony do wojska pruskiego, jako lekarz otrzymał przydział do szpitala polowego w Ostrowie. W stopniu porucznika pełnił funkcję komendanta oddziału chirurgicznego. Związał się tam ze środowiskami polskimi, był aktywnym uczestnikiem wydarzeń Republiki Ostrowskiej: obrano go marszałkiem wiecu w Domu Katolickim, który zapoczątkował Republikę Ostrowską, był członkiem polskiego Komitetu Ludowego, agitował wśród mieszkańców miasta i powiatu. Do Wojska Polskiego w stopniu porucznika wstąpił 1 stycznia 1919 roku. Podczas powstania wielkopolskiego był komendantem szpitala polowego w Ostrowie, zabezpieczającego pod względem medycznym południowy front powstania. Brał udział w wojnie polsko-bolszewickiej w ramach frontu litewsko – białoruskiego. Dosłużył się stopnia kapitana. W 1922 posiadał przydział w rezerwie do Kompanii Zapasowej Sanitarnej Nr 7 w Poznaniu, a od następnego roku do 7 Batalionu Sanitarnego w Poznaniu. 8 stycznia 1924 został zatwierdzony w stopniu kapitana ze starszeństwem z 1 czerwca 1919 i 652. lokatą w korpusie oficerów rezerwy sanitarnych, grupa lekarzy. W 1934, jako oficer rezerwy pozostawał w ewidencji Powiatowej Komendy Uzupełnień Ostrów Poznański. Posiadał przydział w rezerwie do Kadry Zapasowej 7 Szpitala Okręgowego w Poznaniu.
Od 1921 (faktycznie od powrotu z wojny w 1922) do wybuchu II wojny światowej pełnił funkcję dyrektora Szpitala Powiatowego w Ostrowie (przejął placówkę od Władysława Witkowskiego). Należał do najbardziej szanowanych lekarzy w społeczności ostrowskiej - wielokrotnie wybierano go na przewodniczącego Związku Lekarzy w Ostrowie.
1 września 1939 prawdopodobnie zmobilizowany do jednego ze szpitali polowych. Opuścił Ostrów, kierując się w stronę Warszawy. Kiedy wrócił do Ostrowa, zastał w szpitalu niemiecką administrację. Ostrzegano go o możliwości aresztowania, co lekceważył, ufając przyjaznym mu miejscowym Niemcom. Aresztowany przez Niemców 8 listopada 1939 został po pokazowym procesie, razem z 27 innymi wybitnymi przedstawicielami społeczności lokalnej, zamordowany w Lasku Winiarskim.
Pochowany w kwaterze powstańców wielkopolskich na cmentarzu na Wenecji w Ostrowie Wielkopolskim, w którym to mieście uhonorowany został ulicą jego imienia.